# ПАСОК — Движение перемен
ПАСОК — Движение перемен (греч. ΠΑΣΟΚ – Κίνημα Αλλαγής) — левоцентристский политический альянс Греции, образованный как Движение перемен (Κίνημα Αλλαγής) в марте 2018 года. В альянс входят Всегреческое социалистическое движение (ПАСОК) и Движение демократов-социалистов (КИДИСО). Ранее в движение входили также партии Река и Демократические левые (ДИМАР).

## История

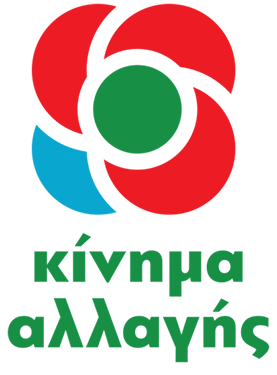
Логотип в 2018—2022 годах

В июле 2017 года лидер ПАСОК Фофи Геннимата объявила о создании новой объединённой левоцентристской партии в Греции. Летом 2017 года Ставрос Теодоракис, лидер и основатель партии Потами (Река), также решил принять участие в создании новой партии. После выборов лидера альянса входящие в него партии планировали продолжить работу отдельными парламентскими группами вплоть до Учредительного съезда, запланированного на весну 2018 года. После двух туров голосования из 9 кандидатов в ноябре 2017 года руководителем новой партии была избрана Геннимата, набравшая 56 % голосов. 28 ноября 2017 года было объявлено о названии новой партии «Движение перемен». В декабре 2017 года был создан правящий совет партии из шести членов, в состав которого вошли Геннимата, Теодоракис, Андрулакис, Каминис, лидер ДИМАР Танасис Теохаропулос и бывший премьер-министр ПАСОК Джордж Папандреу.
Партия провела свой учредительный съезд 16-18 марта 2018 года в Афинах.
2 июля 2018 года партия Река вышла из альянса из-за разногласий по решению спора о конституционном названии бывшей югославской республики Македония. 20 января 2019 года из альянса вышли также Демократические левые (ДИМАР).
Очередные выборы лидера партии «Движение перемен» прошли в декабре 2021 года. Фофи Геннимата 12 октября объявила, что не будет баллотироваться по состоянию здоровья, а 25 октября умерла. В первом туре выборов 5 декабря приняли участие 270 706 человек. Депутат Европейского парламента Никос Андрулакис набрал 98 431 голосов (36,88 %), бывший премьер-министр Георгиос Папандреу — 74 093 голосов (27,97 %), депутат парламента Андреас Ловердос — 69 411 голосов (25,98 %), Павлос Христидис — 8642 голосов (3,25 %), Павлос Геруланос — 7946 голосов (2,92 %), Харис Кастанидис — 7824 голосов (2,94 %). Андрулакис одержал победы в 11 из 13 периферий, уступив Папандреу только Западную Грецию, а Ловердосу — Аттику. На своей родине, в периферии Крит Никос Андрулакис получил 61,38 % голосов. В втором туре выборов 12 декабря приняли участие 206 339 человек. Никос Андрулакис набрал 139 492 голосов (67,6 %), а Георгиос Папандреу — 66 847 голосов (32,4 %).

## Участие в выборах

### Парламент Греции
| Год  | Парламент Греции | Парламент Греции | Парламент Греции | Парламент Греции | Парламент Греции | Место | Правительство | Лидер          |
| Год  | Голоса           | %                | ±пп              | Места            | +/−              | Место | Правительство | Лидер          |
| ---- | ---------------- | ---------------- | ---------------- | ---------------- | ---------------- | ----- | ------------- | -------------- |
| 2019 | 457 519          | 8,10             | 22               | 22 из 300        | ▲5               | #3    | Оппозиция     | Фофи Геннимата |

### Европарламент
| Европарламент | Европарламент | Европарламент | Европарламент | Европарламент | Европарламент | Европарламент | Европарламент  |
| Год           | Голоса        | %             | ±пп           | Места         | +/−           | Место         | Лидер          |
| ------------- | ------------- | ------------- | ------------- | ------------- | ------------- | ------------- | -------------- |
| 2019          | 436 735       | 7,72          | 2             | 2 из 21       | ▬0            | #3            | Фофи Геннимата |